# 道脇豊
道脇 豊（みちわき ゆたか、2006年4月5日 - ）は、熊本県熊本市出身のプロサッカー選手。ベルギー・ファースト・ディビジョンB・SKベフェレン所属。ポジションはフォワード。

## 略歴
ロアッソ熊本のアカデミー出身。ユースチームに所属していた2022年に2種登録選手としてトップチームに登録された。3月21日、J2のV・ファーレン長崎戦にて、15歳ながらベンチ入りを果たす。シーズン終了後、クラブ史上初の飛び級でプロ契約を締結。
2023年、2月26日にJ2リーグ開幕戦の栃木SC戦で途中出場し、16歳10ヶ月でプロデビュー。天皇杯2回戦のサガン鳥栖戦では2ゴールを奪い勝利に貢献した。熊本はその後、クラブ史上初の天皇杯ベスト4進出したが、ベスト4進出を決めた準々決勝・ヴィッセル神戸戦で相手選手と接触し転倒、鎖骨骨折の重症を負った。
負傷中でありながらも2023 FIFA U-17ワールドカップのメンバーに選ばれると、ロアッソ熊本での全体練習に合流した翌日に代表メンバーに合流し大会に参加した。負傷からの復帰直後であり満足したパフォーマンスからは程遠く、0ゴール1アシストにとどまりチームも予選敗退となったが、この大会での経験があり、早い時点での海外移籍を希望するようになったとインタビューで答えている。
2024年、4月14日にJ2第10節のヴァンフォーレ甲府戦でリーグ戦初得点を決めたものの、本来のセンターFWではなく両ウイングでの起用が多く結果を出せないでいると、次第にベンチ入りメンバーからも外れるようになった。7月11日に海外移籍のためにチームを離脱することが発表され、7月23日にベルギー2部リーグ所属のSKベフェレンへの期限付き移籍が発表された。

## 所属クラブ
- 太陽スポーツクラブ熊本
- ロアッソ熊本ジュニアユース
- ロアッソ熊本ユース（東海大学付属熊本星翔高等学校）
  - 2022年  ロアッソ熊本（2種登録選手）[3]
- 2023年 -  ロアッソ熊本
  - 2024年7月23日-  SKベフェレン(期限付き移籍)

## 個人成績
| 国内大会個人成績 | 国内大会個人成績 | 国内大会個人成績 | 国内大会個人成績 | 国内大会個人成績 | 国内大会個人成績 | 国内大会個人成績 | 国内大会個人成績 | 国内大会個人成績 | 国内大会個人成績 | 国内大会個人成績 | 国内大会個人成績 |
| 年度             | クラブ           | 背番号           | リーグ           | リーグ戦         | リーグ戦         | リーグ杯         | リーグ杯         | オープン杯       | オープン杯       | 期間通算         | 期間通算         |
| 年度             | クラブ           | 背番号           | リーグ           | 出場             | 得点             | 出場             | 得点             | 出場             | 得点             | 出場             | 得点             |
| 日本             | 日本             | 日本             | 日本             | リーグ戦         | リーグ戦         | リーグ杯         | リーグ杯         | 天皇杯           | 天皇杯           | 期間通算         | 期間通算         |
| ---------------- | ---------------- | ---------------- | ---------------- | ---------------- | ---------------- | ---------------- | ---------------- | ---------------- | ---------------- | ---------------- | ---------------- |
| 2022             | 熊本             | 43               | J2               | 0                | 0                | -                | -                | 0                | 0                | 0                | 0                |
| 2023             | 熊本             | 29               | J2               | 18               | 0                | -                | -                | 3                | 2                | 21               | 2                |
| 2024             | 熊本             | 29               | J2               | 9                | 1                | 1                | 0                | 0                | 0                | 10               | 1                |
| ベルギー         | ベルギー         | ベルギー         | ベルギー         | リーグ戦         | リーグ戦         | リーグ杯         | リーグ杯         | ベルギー杯       | ベルギー杯       | 期間通算         | 期間通算         |
| 2024-25          | ベフェレン       | 11               | 1B               | 21               | 3                | -                | -                | 2                | 1                | 23               | 4                |
| 通算             | 日本             | 日本             | J2               | 27               | 1                | 1                | 0                | 3                | 2                | 31               | 3                |
| 通算             | ベルギー         | ベルギー         | 1B               | 21               | 3                | -                | -                | 2                | 1                | 23               | 4                |
| 総通算           | 総通算           | 総通算           | 総通算           | 48               | 4                | 1                | 0                | 5                | 3                | 54               | 7                |

- 2022年 2種登録選手としての公式戦出場無し

出場歴
- Jリーグ初出場 - 2023年2月19日 J2第1節 栃木SC戦 (カンセキスタジアムとちぎ)
- Jリーグ初得点 - 2024年4月14日 J2第10節 ヴァンフォーレ甲府戦 (えがお健康スタジアム)

## タイトル

### 代表
U-17日本代表
- AFC U17アジアカップ（2023年）

## 代表・選抜歴
- 2022年 U-16日本代表（AFC U17アジアカップ2023予選）
- 2023年 U-17日本代表（AFC U-17アジアカップ2023、2023 FIFA U-17ワールドカップ)
- 2024年 U-19日本代表
- 2025年 U-20日本代表（AFC U20アジアカップ2025[4]）